# Diócesis de San Jacinto
La diócesis de San Jacinto (en latín: Dioecesis Sancti Hyacinthi) es una circunscripción eclesiástica de la Iglesia católica en Ecuador. Se trata de una diócesis latina, sufragánea de la arquidiócesis de Guayaquil. Su obispo titular es Gustavo Rosales Escobar y su obispo emerito es Aníbal Nieto Guerra, de la Orden de los Carmelitas Descalzos.

## Territorio y organización
La diócesis tiene 6265 km² y extiende su jurisdicción sobre los fieles católicos de rito latino residentes en la parte oriental de la provincia del Guayas y comprende los cantones de: Yaguachi, Durán, Milagro, Alfredo Baquerizo Moreno, Simón Bolívar, Lorenzo de Garaicoa, Jujan, Parroquia civil Roberto Astudillo,  Naranjito, General Antonio Elizalde, El Triunfo, Coronel Marcelino Maridueña, Naranjal y Balao,  y las parroquias civiles rurales de Puna y de Tenguel en el cantón Guayaquil.
La sede de la diócesis se encuentra en la ciudad de Durán, en donde se halla la Concatedral del Divino Niño, mientras que en Yaguachi Nuevo (también llamada Yaguachi o San Jacinto de Yaguachi) se halla la Catedral basílica Santuario de San Jacinto.
En 2022 en la diócesis existían 48 parroquias agrupadas en 4 vicarías: Nuestra Señora de los Ángeles de Durán, San Francisco de Milagro, San José de Naranjal y Nuestra Señora del Cisne de El Triunfo. Los respectivos vicarios son los presbíteros: Eliecer Pérez Haro, Daniel Magallanes, Luis Alvarado Molina y Dustin Salazar Cujilán.

## Historia
La diócesis de San Jacinto de Yaguachi fue erigida el 4 de noviembre de 2009 mediante la bula Verba salutiferae del papa Benedicto XVI, obteniendo el territorio de la arquidiócesis de Guayaquil.
Aníbal Nieto Guerra fue elegido el 6 de octubre de 2009 y tomó posesión de la nueva diócesis el 27 de febrero de 2010.
El 8 de octubre de 2015 cambió su nombre por el actual.
El 9 de octubre de 2015 el Santuario Divino Niño de Durán recibió el título de concatedral.

## Estadísticas
Según el Anuario Pontificio 2023 la diócesis tenía a fines de 2022 un total de 729 816 fieles bautizados.
| Año                                                                             | Población            | Población | Población      | Sacerdotes | Sacerdotes    | Sacerdotes    | Bautizados por sacerdote | Diáconos permanentes | Religiosos | Religiosos | Parroquias |
| Año                                                                             | Bautizados católicos | Total     | % de católicos | Total      | Clero secular | Clero regular | Bautizados por sacerdote | Diáconos permanentes | Varones    | Mujeres    | Parroquias |
| ------------------------------------------------------------------------------- | -------------------- | --------- | -------------- | ---------- | ------------- | ------------- | ------------------------ | -------------------- | ---------- | ---------- | ---------- |
| 2009                                                                            | 618 301              | 715 856   | 86.4           | 49         | 40            | 9             | 12 618                   | 3                    | ?          | ?          | 42         |
| 2010                                                                            | 627 000              | 725 000   | 86.5           | 44         | 33            | 11            | 14 250                   |                      | 12         | 53         | 42         |
| 2014                                                                            | 659 000              | 772 000   | 85.4           | 55         | 39            | 16            | 11 981                   | 2                    | 17         | 53         | 43         |
| 2015                                                                            | 658 402              | 738 169   | 89.2           | 54         | 39            | 15            | 12 192                   | 3                    | 17         | 69         | 44         |
| 2017                                                                            | 679 130              | 757 559   | 89.6           | 60         | 41            | 19            | 11 318                   | 3                    | 20         | 64         | 48         |
| 2020                                                                            | 709 800              | 791 800   | 89.6           | 62         | 45            | 17            | 11 448                   | 3                    | 20         | 83         | 48         |
| 2022                                                                            | 729 816              | 814 125   | 89.6           | 50         | 35            | 15            | 14 596                   | 3                    | 20         | 54         | 48         |
| Fuente: Catholic-Hierarchy, que a su vez toma los datos del Anuario Pontificio. |                      |           |                |            |               |               |                          |                      |            |            |            |

## Episcopologio

### Obispo de San Jacinto de Yaguachi
| Escudo | Nombre del titular          | Período                                     | Fin del cargo (razón)           |
| ------ | --------------------------- | ------------------------------------------- | ------------------------------- |
|        | Aníbal Nieto Guerra, O.C.D. | 4 de noviembre de 2009-8 de octubre de 2015 | Cambio de nombre de la diócesis |

### Obispo de San Jacinto Yaguachi
| Escudo | Nombre del titular          | Período                       | Fin del cargo (razón) |
| ------ | --------------------------- | ----------------------------- | --------------------- |
|        | Aníbal Nieto Guerra, O.C.D. | Desde el 8 de octubre de 2015 |                       |